# Берн (Нідерланди)
Берн (нід. Bern) — селище в нідерландській провінції Гелдерланд. Входить до муніципалітету Залтбоммел.
Селище було збудоване на південному березі річки Маас, утім 1900 року неподалік було зведено дамбу, яка пустила річку новим руслом, що пройшло південніше Берна. Таким чином селище, яке відносилося на той час до провінції Північний Брабант, опинилося відрізаним від решти території провінції новим руслом Мааса. Це було виправлене 1958 року перепідпорядкуванням селища провінції Гелдерланд.

## Галерея

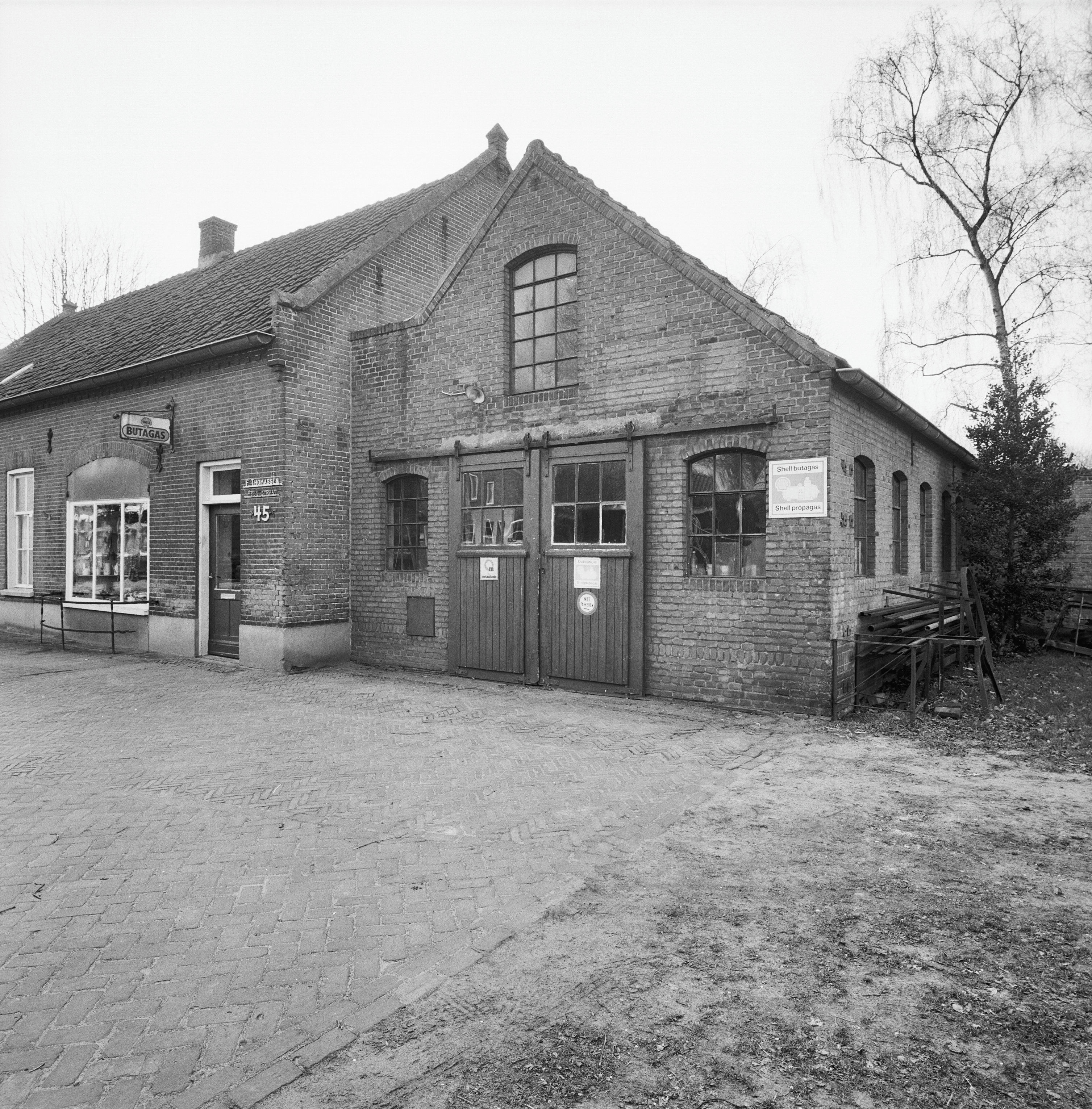
Будівля колишньої кузні
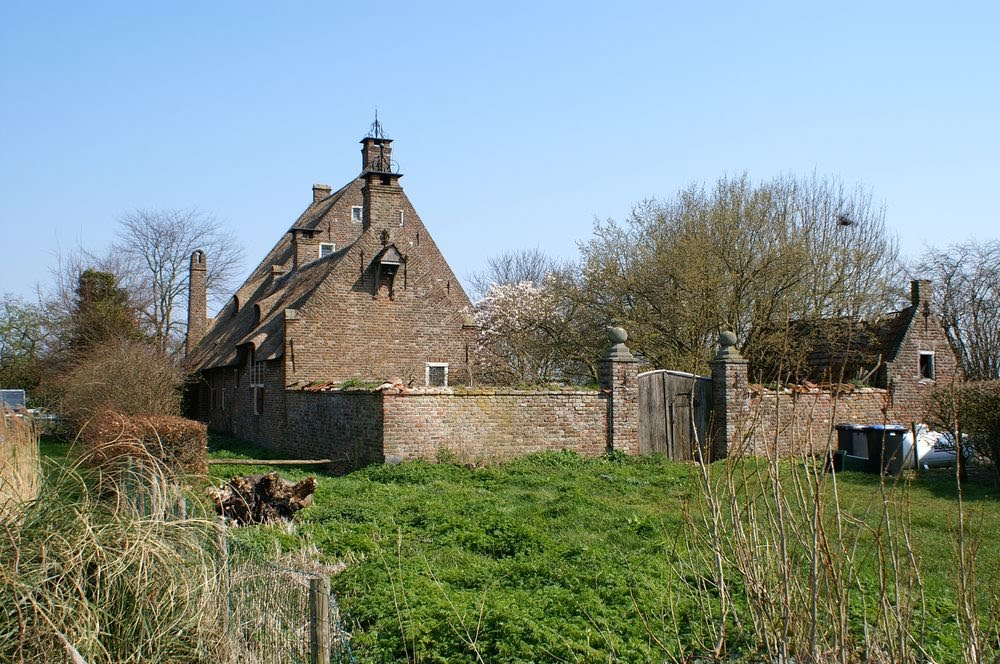
Будинок у селищі
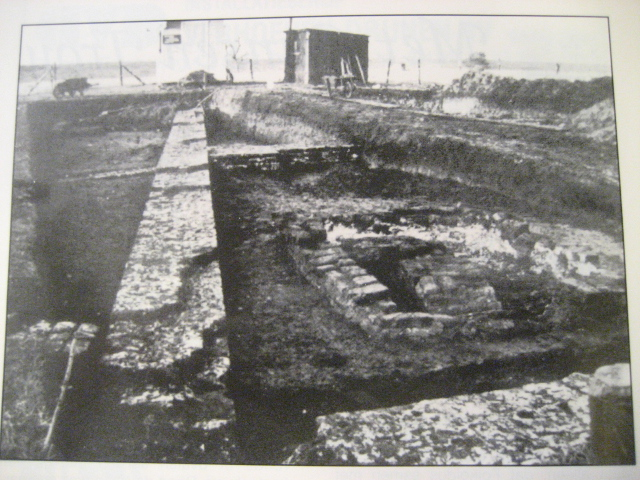
Розкопки абатства (1962)